# Gornyi Lipovity
Gornyi Lipovity (macedónul: Горни Липовиќ) település Észak-Macedóniában, a Délkeleti körzetben, a Koncsei járásban.

## Népesség
| Lakosok száma | 407  | 422  | 377  | 439  | 310  | 182  | 176  | 163  | 119  |
|               | 1948 | 1953 | 1961 | 1971 | 1981 | 1991 | 1994 | 2002 | 2021 |

- 2002-ben 163 lakosa volt, akik közül 162 macedón és 1 szerb.